# Osisang Chilton
Osisang Dibech Chilton (* 23. Februar 1996) ist eine palauische Schwimmerin.

## Karriere
Osisang Chilton nahm zwischen 2009 und 2019, mit Ausnahme von 2015, an allen Schwimmweltmeisterschaften teil. Bei den Mikronesienspielen 2018 gewann sie im Freiwasserschwimmen drei Goldmedaillen. 2021 startete sie bei den Olympischen Sommerspielen in Tokio. Im Wettkampf über 50 m Freistil belegte Chilton den 73. Rang. Bei der Eröffnungsfeier war sie zusammen mit dem Leichtathleten Adrian Ililau die Fahnenträgerin der palauischen Mannschaft.